# La donna del mio amico
La donna del mio amico è un singolo dei Pooh del 1996, il secondo estratto dall'album Amici per sempre.

## Il singolo
Il singolo, scritto da Stefano D'Orazio con musica e voce di Roby Facchinetti, racconta una resistenza di un uomo verso una donna fidanzata col suo migliore amico.

## Formazione 1996
- Roby Facchinetti: voce, pianoforte e tastiere
- Dodi Battaglia: voce e chitarra
- Stefano D'Orazio: voce e batteria
- Red Canzian: voce e basso

## Formazione 2016
- Roby Facchinetti: voce, pianoforte,tastiere
- Dodi Battaglia: voce e chitarra
- Stefano D'Orazio: voce e batteria
- Red Canzian: voce e basso
- Riccardo Fogli: voce

1. ↑   La donna del mio amico (certificazione), su FIMI. URL consultato il 25 marzo 2024.